# شراعان
شراعان قرية سعودية، تتبع مركز السديره التابعة لمحافظة الطائف في منطقة مكة المكرمة. تقع في جنوب شرق الطائف، وتبعد عنها قرابة 70 كم.

## القرية
تبعد القرية عن المركز 12 كيلو متر بإتجاه الجنوب، نوع الطريق أسفلت. أقرب مدينة أو قرية بها صحة كلاخ التي تبعد عن القرية 5 كم. خدمات التعليم: يوجد في القرية مدرسة واحدة فقط هي مدرسة الامام مسلم الابتدائية بنين. كما يوجد في القرية كهرباء عامة وخدمة بلدية وخدمة بريد وبث تلفزيوني.